# Sphaenothecus argenteus
Sphaenothecus argenteus är en skalbaggsart som beskrevs av Bates 1880. Sphaenothecus argenteus ingår i släktet Sphaenothecus och familjen långhorningar.
Artens utbredningsområde är Guatemala. Inga underarter finns listade i Catalogue of Life.